# Scomberomorus sierra
Scomberomorus sierra är en fisk i familjen makrillfiskar som finns längs de varmare delarna av den amerikanska dubbelkontinentens Stilla havskust. Det har förekommit att arten felaktigt betraktats som en synonym till fläckig kungsmakrill (Scomberomorus maculatus).

## Beskrivning
Arten är en långsträckt fisk med silvervita sidor som har fyra längsrader av orangefärgade, runda fläckar. Den främsta ryggfenan har 15 till 18 taggstrålar, med vit bas och svarta spetsar, medan den bakre har 16 till 19 mjukstrålar, svagt gulaktig färg och svarta kanter. Analfenan är vit. Största noterade vikten är 8,2 kg och längsta kroppslängden 97 cm, men vanligtvis blir fisken omkring 60 cm lång som vuxen.

## Utbredning
Utbredningsområdet omfattar Amerikas Stilla havskust från södra Kalifornien till norra Chile, inkluderade de längre ut belägna Galápagosöarna, Isla del Coco och Malpelo.

## Ekologi
Scomberomorus sierra är en ytlevande stimfisk som förekommer över kontinentalhyllan. Födan består av mindre fiskar som ansjovisfiskar och sillfiskar. Leken sker under sensommaren på grunt vatten.

## Ekonomisk betydelse
Arten anses vara en god matfisk, och fiskas kommersiellt, inte minst i Mexiko och Panama. Det årliga fisket under åren 1995 och 2005 varierade mellan 5 000 och 10 000 ton. Även sportfiske förekommer.

## Status
IUCN klassificerar arten som livskraftig ("LC"), och populationen är stabil, trots ställvis kraftigt fiske.